# Cubillas de Santa Marta
Cubillas de Santa Marta é um município da Espanha na província de Valladolid, comunidade autónoma de Castela e Leão, de área 24 km² com população de 317 habitantes (2007) e densidade populacional de 12,42 hab/km².

## Demografia
| Variação demográfica do município entre 1991 e 2004 | Variação demográfica do município entre 1991 e 2004 | Variação demográfica do município entre 1991 e 2004 | Variação demográfica do município entre 1991 e 2004 |
| --------------------------------------------------- | --------------------------------------------------- | --------------------------------------------------- | --------------------------------------------------- |
| 1991                                                | 1996                                                | 2001                                                | 2004                                                |
| 265                                                 | 265                                                 | 278                                                 | 292                                                 |